# Mesorhaga
Mesorhaga is een vliegengeslacht uit de familie van de slankpootvliegen (Dolichopodidae).

## Soorten
- M. albiciliatus (Aldrich, 1893)
- M. borealis (Aldrich, 1893)
- M. caerulea Van Duzee, 1930
- M. caudata Van Duzee, 1915
- M. clavicauda Van Duzee, 1925
- M. flavipes Van Duzee, 1932
- M. jucunda Becker, 1922
- M. nigripes (Aldrich, 1893)
- M. pallidicornis Van Duzee, 1925
- M. townsendi (Aldrich, 1893)
- M. tricorniflavrai Gunther, 1982
- M. varipes Van Duzee, 1917